# Syllimnophora setitibia
Syllimnophora setitibia är en tvåvingeart som först beskrevs av Stein 1911.  Syllimnophora setitibia ingår i släktet Syllimnophora och familjen husflugor. Inga underarter finns listade i Catalogue of Life.